# 하쓰시마섬

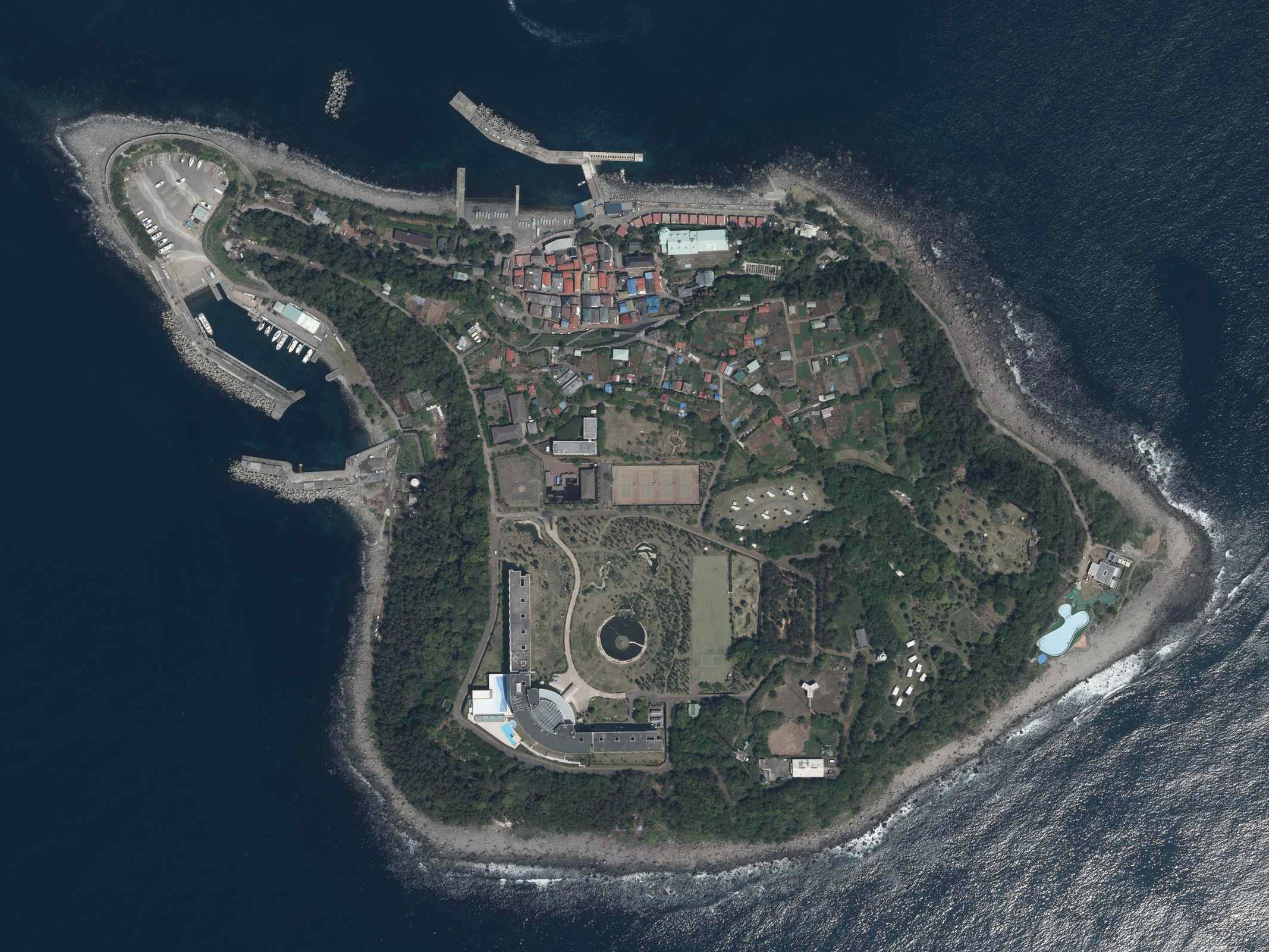
하쓰시마섬

하쓰시마섬(初島)은 일본 시즈오카현 아타미시에 속하는 섬이다. 이즈반도 동쪽 앞바다의 사가미만에 위치하고 있으며, 아타미시 본토에서 남동쪽으로 약 10 킬로미터 해상에 있기 때문에, 시즈오카현의 최동단이기도 하다.
2018년 기준으로 인구는 193명 114가구였다. 주민의 대부분은 섬의 북부에 위치한 미야노마에 지구에 거주하고 있다.